# De heksen van eergisteren
De heksen van eergisteren is het dertiende stripverhaal uit de reeks van Douwe Dabbert. Het is geschreven door Thom Roep en getekend door Piet Wijn. Het verhaal verscheen in 1986 in afleveringen in de Donald Duck, in de nrs. 9 t/m 25 van dat jaar. De eerste albumuitgave was ook in 1986.

## Het verhaal
Door middel van zwarte peper betoveren drie naamloze heksen, tevens zussen van elkaar (de een is jong, de tweede van middelbare leeftijd, de derde hoogbejaard) de duinpaden tussen de dorpen Juttersbaai en Kriekenlach. De paden blijven hierdoor altijd droog, zelfs bij slecht weer, en geven altijd licht, zelfs 's nachts. Het duingebied wordt ook wel de "duistere duinen" genoemd, omdat vroeger nog meer heksen en tovenaars die de nabijgelegen dorpen teisterden hier hun bijeenkomsten hielden. Vanuit de lucht gezien vormt het gebied een duivelsgezicht.
Niemand hoeft het te wagen het duingebied te betreden; wie dit toch doet, wordt door de heksen vreselijk gestraft. Het gevolg hiervan is dat enkele mensen al tientallen jaren tegen hun wil in de duinen gevangen worden gehouden: een bejaarde herbergier met zijn vrouw en aan de andere kant van het pad de broers Harmen en Adriaan. Dit zijn de inmiddels volwassen zonen van Annechien, een oude bekende van Douwe Dabbert. Als tieners betraden ze een keer het verboden gebied toen ze boodschappen moesten doen. 
De drie heksen wonen samen in een hutje dat er aan de buitenkant klein en armetierig uitziet, maar van binnen een reusachtige toverzaal is.
Douwe Dabbert betreedt ondanks de waarschuwingen van de dorpsbewoners het verboden gebied en raakt zodoende ook opgesloten. Hij ontmoet de heksen eerst ieder afzonderlijk en komt er gaandeweg achter wie ze zijn. Omdat hij zwarte peper bij zich heeft, is de eerste heks die hij ontmoet (de oudste) hem aanvankelijk goed gezind. Dankzij zijn toverknapzak – waaruit hij nieuwe sloffen haalt nadat de heksen hem hebben vastgenageld – weet hij later een van de verboden paden over te steken. Hij ontmoet ook het bejaarde echtpaar en de zoons van Annechien. Douwe heeft nu de taak om het tegen deze heksen op te nemen en zichzelf en de andere opgeslotenen te bevrijden. Een van de pogingen mislukt; de heksen zijn Douwe voor en steken het pad in brand. Uiteindelijk weet Douwe, dankzij een ontmoeting met de heks Pokiwaf, echter hun grote raadsel op te lossen: ze zijn niet de heksen van gisteren, maar die van eergisteren. De heksen raken hierdoor al hun macht kwijt en veranderen in vuursalamanders. In het hutje van de heksen vinden Douwe, Harmen en Adriaan een schat. 
Het duingebied is nu weer voor iedereen toegankelijk. De oude herberg wordt ingericht als pleisterplaats.